# Antonina Makhina
Antonina Makhina (rus: Антонина Викторовна Махина)  (Riazan, 4 de març de 1958), de casada primer Dumtxeva i posteriorment Zelikóvitx, és una remadora russa, ja retirada, que va competir durant les dècades de 1980 i 1990.
El 1980 va prendre part en els Jocs Olímpics de Moscou on guanyà la medalla de plata en la prova de scull individual del programa de rem. Absent als Jocs de Los Angeles de 1984 pel boicot soviètic als Jocs, el 1988, a Seül, guanyà una segona medalla de plata, en aquesta ocasió en el quàdruple scull. Formà equip amb Irina Kalimbet, Svetlana Mazyi i Inna Frolova. El 1992, als Jocs de Barcelona, representant l'Equip Unificat, guanyà una medalla de bronze en la prova del quàdruple scull del programa de rem. Formà equip amb Tatiana Ustyuzhanina, Katsiarina Karsten i Elena Khloptseva.
En el seu palmarès també destaquen sis medalles al Campionat del món de rem, dues d'or, dues de plata i dues de bronze, entre les edicions de 1981 i 1987.